# Fluorvesuvianit
Fluorvesuvianit ist ein selten vorkommendes Mineral aus der Mineralklasse der „Silicate und Germanate“. Es kristallisiert im tetragonalen Kristallsystem mit der chemischen Zusammensetzung Ca19(Al,Mg)13(SiO4)10(Si2O7)4O(F,OH)9 und findet sich in Form nadeliger bis faseriger Kristalle oder radialstrahliger Mineral-Aggregate von bis zu 1,5 mm Größe.
Größere Kristalle zeigen sich farblos mit glasglänzenden Kristallflächen. Bei faseriger Ausbildung erscheint Fluorvesuvianit jedoch aufgrund der Lichtstreuung weiß und glänzt seidenmatt.

## Etymologie und Geschichte
Benannt wurde das Mineral in Bezug auf seine nahe Verwandtschaft mit dem Vesuvianit, allerdings mit dem Unterschied des Fluorüberschusses in der chemischen Zusammensetzung.

## Klassifikation
Da der Fluorvesuvianit erst im Jahr 2000 als eigenständiges Mineral anerkannt wurde, ist er in der seit 1977 veralteten 8. Auflage der Mineralsystematik nach Strunz noch nicht verzeichnet. Einzig im Lapis-Mineralienverzeichnis nach Stefan Weiß, das sich aus Rücksicht auf private Sammler und institutionelle Sammlungen noch nach dieser alten Form der Systematik von Karl Hugo Strunz richtet, erhielt das Mineral die System- und Mineral-Nr. VIII/C.26-05. In der „Lapis-Systematik“ entspricht dies der Klasse der „Silikate und Germanate“ und dort der Abteilung „Gruppensilikate“, wo Fluorvesuvian(it) zusammen mit Alumovesuvianit, Cyprin, Magnesiovesuvianit, Manganvesuvianit, Vesuvianit und Wiluit eine eigenständige, aber unbenannte Gruppe bildet (Stand 2018).
Die von der International Mineralogical Association (IMA) zuletzt 2009 aktualisierte 9. Auflage der Strunz’schen Mineralsystematik ordnet den Fluorvesuvianit ebenfalls in die Abteilung der „Gruppensilikate“ ein. Diese ist allerdings weiter unterteilt nach der Struktur der Silikatgruppen, so dass das Mineral entsprechend seiner Zusammensetzung in der Unterabteilung „Gruppensilikate mit gemischten SiO4- und Si2O7-Gruppen; Kationen in oktaedrischer [6]er- und größerer Koordination“ zu finden ist, wo es zusammen mit Manganvesuvianit, Vesuvianit, Wiluit sowie den als hypothetische Minerale geltenden Chlorvesuvianit, Hydroxylvesuvianit und Oxyvesuvianit die „Vesuvianitgruppe“ mit der System-Nr. 9.BG.35 bildet.
Die im englischen Sprachraum gebräuchliche Systematik der Minerale nach Dana ordnet den Fluorvesuvianit ebenfalls in die Abteilung der Gruppensilikate, dort allerdings in die Unterabteilung der „Gruppensilikate mit insularen, gemischten, einzelnen und größeren Tetraedergruppen und Kationen in [6] und höherer Koordination; Einzel- und Doppelgruppen (n=1,2)“, wo er ebenfalls zusammen mit Manganvesuvianit, Vesuvianit und Wiluit eine eigene Gruppe, die Vesuvianitgruppe, bildet.

## Kristallstruktur
Fluorvesuvianit kristallisiert im tetragonalen Kristallsystem in der Raumgruppe P4/nnc (Raumgruppen-Nr. 126) mit den Gitterparametern a = 15,5295 Å und c = 11,78084 Å sowie zwei Formeleinheiten pro Elementarzelle.

## Bildung und Fundorte
Über die genauen Bildungsbedingungen können noch keine näheren Angaben gemacht werden, da das Mineral bisher nur an seiner Typlokalität, der „Lupikko Mine“ bei Pitkjaranta in der russischen Republik Karelien, nachgewiesen wurde. Es trat dort in calcitangereicherten Drusen des in der Gegend vorkommenden Diopsid-Magnetit-Skarn auf.